# Фюрстенау (Нижня Саксонія)
Фюрстенау (нім. Fürstenau) — місто в Німеччині, розташоване в землі Нижня Саксонія. Входить до складу району Оснабрюк. Центр об'єднання громад Фюрстенау.
Площа — 78,62 км2. Населення становить 9621 ос. (станом на 31 грудня 2021).

## Галерея

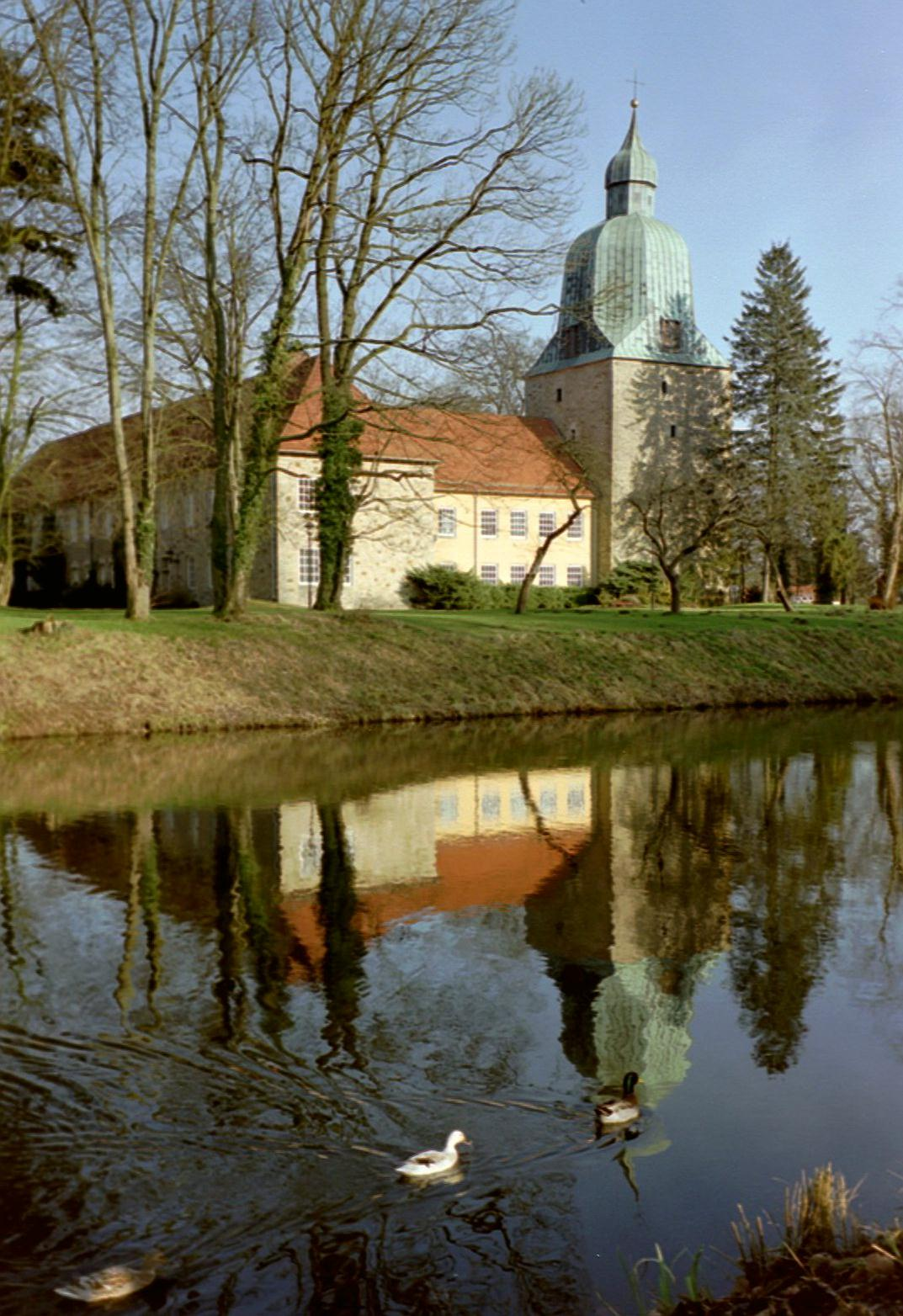
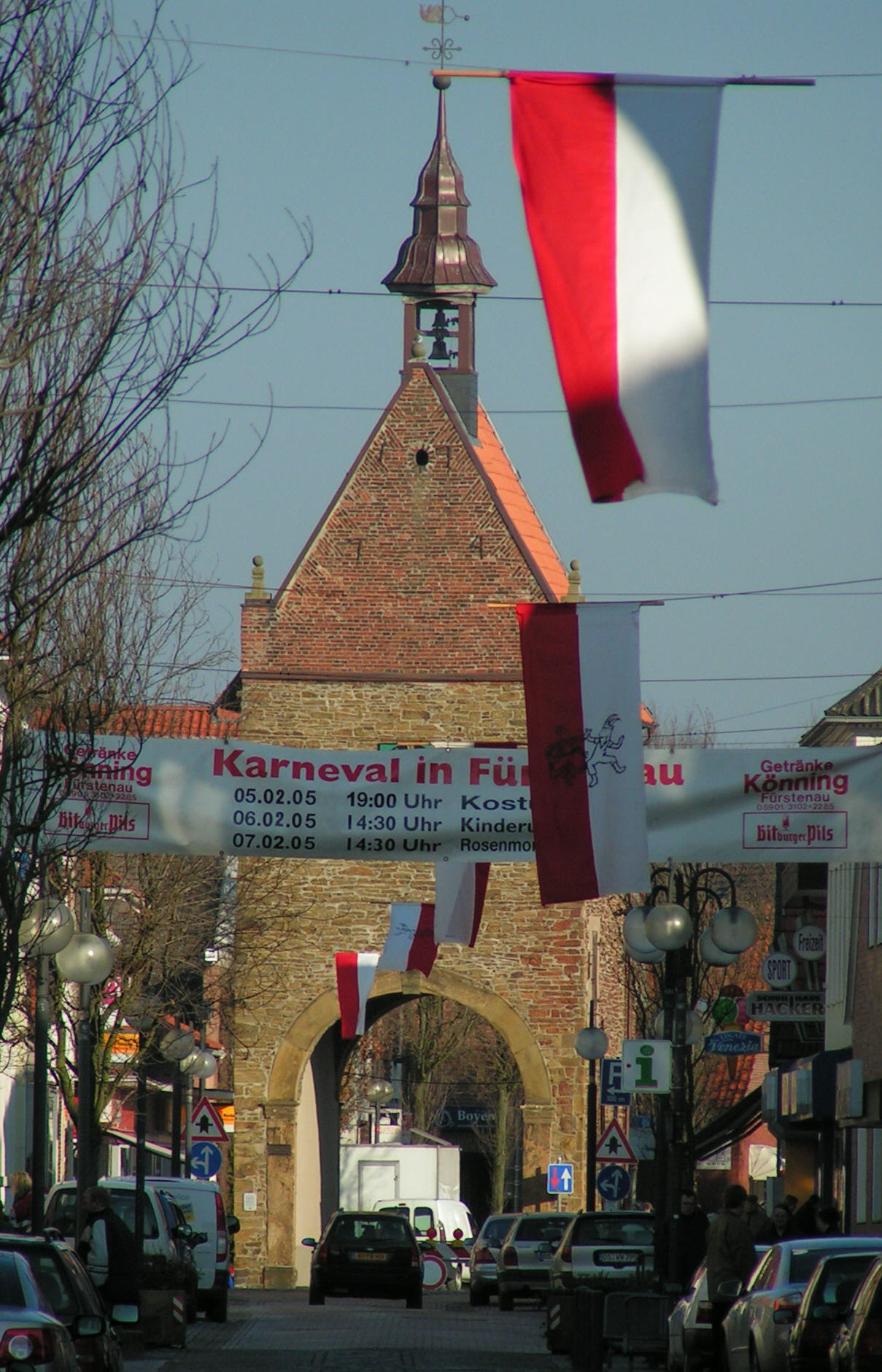